# Добершюц (Мальшвиц)
До́бершюц или До́брошецы (нем. Doberschütz; в.-луж. Dobrošecyо файле) — деревня в Верхней Лужице, Германия. Входит в состав коммуны Мальшвиц района Баутцен в земле Саксония. Подчиняется административному округу Дрезден.

## География
Находится примерно в шести километрах северо-восточнее Баутцена и в двух километрах юго-западнее от Мальшвица. В деревне пересекаются автомобильные дороги S 109 и К 7220. На севере деревни находятся пруды, связанные с Баутценским водохранилищем.
На востоке находится шахта по добыче гранодиорита.
Соседние населённые пункты: на севере — деревня Плусникецы, на юге — деревня Кракецы коммуны Кубшюц и на западе на обратной стороне прудов — деревня Дельня-Горка.

## История
Впервые упоминается в 1280 году под наименованием Hugo de Doberswicze.
С 1936 по 1994 года входила в коммуну Нидергуриг. С 1994 года входит в состав современной коммуны Мальшвиц.
В настоящее время деревня входит в состав культурно-территориальной автономии «Лужицкая поселенческая область», на территории которой действуют законодательные акты земель Саксонии и Бранденбурга, содействующие сохранению лужицких языков и культуры лужичан.
Исторические немецкие наименования
- Hugo de Dob[er]swicze, 1280
- Dobitswitz, 1334
- Dobirswicz, 1374
- Doberschitz, 1534
- Doberschicz, 1570
- Doberschütz b. Bautzen, 1875

Историческое серболужицкое наименование
- Dobrašecy

## Население
Официальным языком в населённом пункте, помимо немецкого, является также верхнелужицкий язык.
Согласно статистическому сочинению «Dodawki k statisticy a etnografiji łužickich Serbow» Арношта Муки в 1884 году в деревне проживало 153 человека (из них — 153 серболужичанина (100 %)).
| 1834 | 1871 | 1890 | 1910 | 1925 | 2011 |
| ---- | ---- | ---- | ---- | ---- | ---- |
| 161  | 165  | 133  | 133  | 148  | 164  |